# Dunnart à joues rouges
Sminthopsis virginiae
Espèce
Statut de conservation UICN

 LC  : Préoccupation mineure
Le Dunnart à joues rouges (Sminthopsis virginiae) est une espèce de souris marsupiales de la famille des Dasyuridae. 

## Répartition et habitat

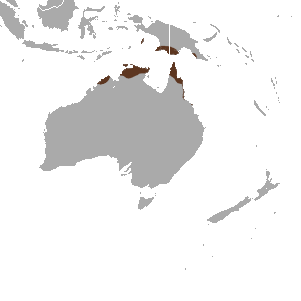
Aire de répartition de l'espèce du Dunnart à joues rouges.

Sminthopsis virginiae se rencontre en Australie, en Indonésie et en Papouasie-Nouvelle-Guinée.
La sous-espèce nominale S. c. virginiae vit dans le Queensland sur la côte nord-est, de Mackay jusqu'à l'extrémité de la péninsule du cap York. La sous-espèce S. c. nitela vit dans l'est du Kimberley jusqu'au nord du Territoire du Nord. La sous-espèce S. c. rufigenis vit en Nouvelle-Guinée.
Son habitat comprend les bois, les savanes, les prairies, les marécages, les points d'eau et les lisières des forêts tropicales.

## Description
Sminthopsis virginiae a une longueur totale de 167 à 270 mm, dont 80 à 135 mm pour la tête et le corps et 87 à 135 mm pour la queue. La longueur de l'oreille va de 12 à 13 mm et son poids va de 18 à 75 g.

## Organisation sociale et reproduction
Son comportement, comme celui de la plupart des espèces de dunnarts, n'est pas bien connu. Ils se reproduisent d'octobre à mars. Les jeunes sont en gestation pendant 15 jours et sevrés à 65-70 jours. Ils atteignent leur maturité au bout de 4 à 6 mois. Il peut y avoir de nombreuses portées sur une même année.

## Régime alimentaire
Son régime alimentaire typique comprend principalement de petits reptiles.

## Liste des sous-espèces
Selon GBIF (29 mai 2024) :
- Sminthopsis virginiae nitela Collett, 1897
- Sminthopsis virginiae rufigenis Thomas, 1922
- Sminthopsis virginiae virginiae (de Tarragon, 1847)

## Classification
Le nom valide complet (avec auteur) de ce taxon est Sminthopsis virginiae (de Tarragon, 1847). 
L'espèce a été initialement classée dans le genre Phascogale sous le protonyme Phascogale virginiae Tarragon, 1847,.
Ce taxon porte en français les noms vernaculaires ou normalisés suivants : Dunnart à joues rouges, Souris marsupiale à joues rouges,.
Sminthopsis virginiae a pour synonyme :
- Phascogale virginiae Tarragon, 1847

### Publication originale
- de Tarragon, « Description du mâle adulte du Colobe guereza et du Phascogale virginiae », Revue zoologique, Paris, Bureau de la revue zoologique, vol. 1847,‎ juin 1847, p. 177-178 (ISSN 1259-6493 et 2419-4816, lire en ligne).